# Rừng Dadia

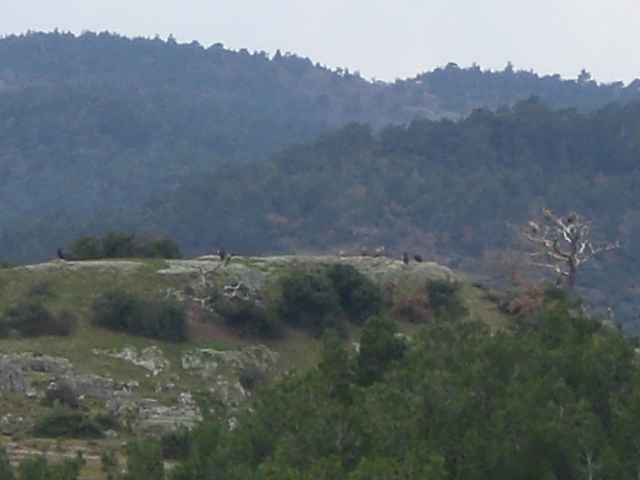
Kền kền trong Rừng Dadia

Rừng Dadia là một vùng rừng tự nhiên rộng lớn trong đơn vị hành chính vùng Evros ở đông bắc Hy Lạp. Rừng này bao gồm chủ yếu sồi và thông. Đây là một trong những sinh cảnh quan trọng nhất cho chim săn mồi ở châu Âu, và là khu rừng duy nhất ở châu Âu có thể quan sát được cả bốn loài kền kền châu Âu. Đây là một khu bảo tồn được quản lý hoàn toàn với diện tích 7.290 hécta (18.000 mẫu Anh) với khoảng 35.000 du khách ghé thăm mỗi năm.

## Địa lý
Rừng Dadia nằm ở đông bắc Hy Lạp, hướng về phía đông bắc của Alexandroupoli gần biên giới với Thổ Nhĩ Kỳ, nơi cực đông của dãy núi Rhodope gần như hoang sơ không có người ở. Khu vực này là một trong những ngọn đồi trập trùng phủ đầy cây cối, trong đó có dãy Evros Hills, cao tới khoảng 800 mét (2.600 ft) nhưng không có bất kỳ đỉnh cao nào. Khu bảo tồn có diện tích 7.290 hécta (18.000 mẫu Anh) và được bao quanh bởi vùng đệm khoảng 28.000 hécta (69.000 mẫu Anh). Các loại đá bên dưới là đá magma, một số loại có tính kiềm và một số khác có tính axit. Phần lớn diện tích khu vực này là rừng, nhưng vẫn có một số trảng cây bụi, trảng cỏ và khu vực canh tác. Những loại cây chủ yếu ở đây là sồi và thông, một số khu vực là rừng nguyên sinh và các khu vực khác là rừng thứ sinh, rừng tái sinh.

## Hệ thực vật

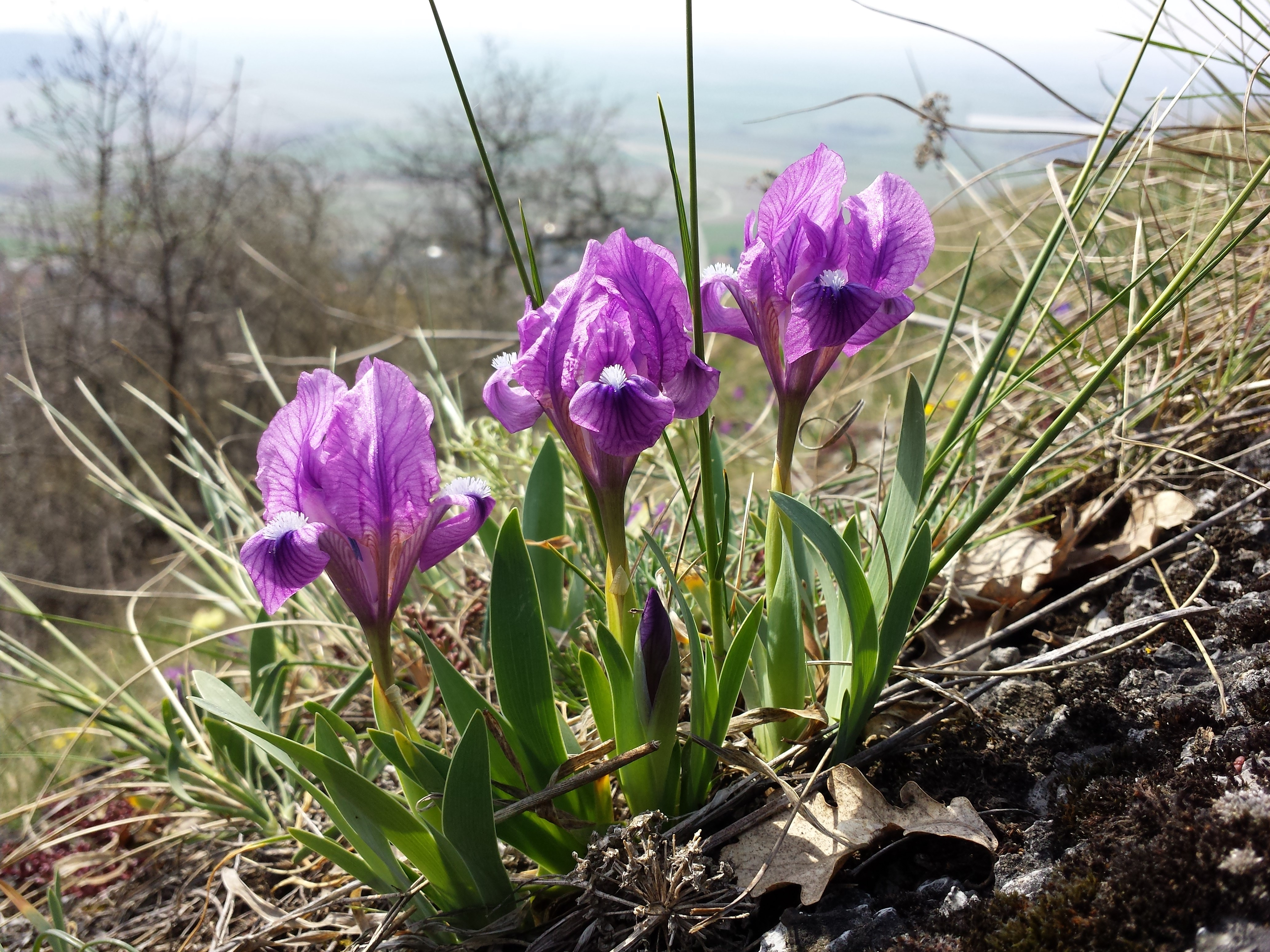
Iris pumila

Các loại cây chủ đạo trong rừng Dadia là thông Thổ Nhĩ Kỳ, thông đen và ba loài sồi. Phát triển đan xen trong số này là sơn thù du, cotinus, trăn phương Đông, Ostrya carpinifolia, Sorbus torminalis và thông bách (turpentine). Một số các loại cây thân thảo, thảo mộc và thực vật thân củ có thể kể đến như các loài mẫu đơn, các loài hoa lan khác nhau, Iris pumila, Iris reichenbachii, Fritillaria pontica, hoa tulip dại, Crocus pulchellus và Colchicum.

## Hệ động vật
Có khoảng 36 loài động vật có vú đã được ghi nhận trong khu bảo tồn cũng như 40 loài bò sát và lưỡng cư, nhưng khu rừng này được biết đến nhiều nhất với vai trò là khu bảo tồn chim. 36 trong số 38 loài chim săn mồi ban ngày của châu Âu được phát hiện, cũng như 6 loài sống về đêm (cú). Dadia là khu rừng duy nhất ở châu Âu có 4 loài kền kền bản địa, bao gồm kền kền đen, kền kền râu, kền kền Ai Cập và kền kền xám. Trong rừng có nhiều đại bàng, có những cặp đại bàng vàng làm tổ tại khu bảo tồn. Các loài chim săn mồi nhỏ hơn có thể kể đến như cắt Lanner, cắt Levant và dù dì. Cả hai loài hạc trắng và hạc đen đều sinh sản ở đây, các loài chim nhỏ hơn còn có Ficedula semitorquata, họ Sả rừng, chim bách thanh mặt nạ và Phylloscopus orientalis. Tổng cộng có tới 219 loài chim đã được ghi nhận tại khu rừng.

## Khách tham quan
Rừng Dadia là một khu bảo tồn được quản lý hoàn toàn và được khoảng 35.000 du khách đến thăm mỗi năm. Điều này mang lại lợi ích kinh tế cho làng Dadia và cả vùng rộng lớn hơn. Các cơ sở khác được xây dựng xung quanh rừng bao gồm Trung tâm Du lịch Sinh thái, trung tâm thông tin, quán cà phê và nhà hàng. Xe hơi bị cấm lưu thông nhưng có thể tổ chức các chuyến du lịch sinh thái bằng xe buýt nhỏ và du khách có thể đi bộ theo đường mòn. Có một nhà trọ gần Dadia và nhiều đường mòn xuyên rừng. Tại đây, xác động vật được đưa ra mỗi ngày để làm thức ăn cho kền kền và các loài chim ăn thịt khác. Du khách có thể xem cảnh tượng này từ nơi an toàn cách khoảng 600 m (2.000 ft).